# زدنکا بالدووا
زدنکا بالدووا (چکی: Zdeňka Baldová؛ ۲۰ فوریهٔ ۱۸۸۵ – ۲۶ سپتامبر ۱۹۵۸) بازیگر اهل اتریش-مجارستان بود.
از فیلم‌هایی که وی در آن نقش داشته‌است، می‌توان به بازرس و باد سیمگون اشاره کرد.